# Novela río
La expresión novela río es el calco léxico literal del francés “roman-fleuve”, y se refiere a un ciclo novelístico con varios volúmenes, donde se aprecia cierta unidad sea por la historia de numerosos personajes (retorno de los personajes) o por la sucesión de generaciones de una misma familia. Su característica no es solamente la extensión, sino también el hecho de que las acciones confluyen en un mismo punto en la narración, como los afluentes en los ríos.
Cada tomo de una novela río forma una novela con su propio título y planteamiento narrativo.

## Ejemplo de novelas río
- La comedia humana (La Comédie humaine), de Honoré de Balzac, 85 novelas escritas entre 1830 y 1848 (el objetivo era escribir 137).
- Les Rougon-Macquart (Les Rougon-Macquart), de Émile Zola, 20 novelas publicadas entre 1871 y 1893.
- Juan Cristóbal (Jean-Christophe), de Romain Rolland, 10 volúmenes publicados entre 1904 y 1912. Gracias principalmente a éstas el autor recibió el Premio Nobel de literatura de 1915.
- En busca del tiempo perdido (À la recherche du temps perdu), de Marcel Proust, 7 volúmenes escritos entre 1908 y 1922.
- Los hombres de buena voluntad (Les Hommes de bonne volonté), de Jules Romains, 28 volúmenes publicados entre 1932 y 1946.
- Los Thibault (Les Thibault), de Roger Martin du Gard, 8 volúmenes publicados entre 1922 y 1940.
- Crónica de los Pasquier (Chronique des Pasquier), de Georges Duhamel, 10 volúmenes publicados entre 1933 y 1945.
- Bella del Señor, de Albert Cohen, 1930 - 1968.
- Canción de hielo y fuego (A Song of Ice and Fire), de George R. R. Martin, 5 novelas (de un total de 7 planeadas) publicadas desde 1996.
- 2666 de Roberto Bolaño (ideada originalmente por el autor como 5 novelas) publicada en 2004.